# Licuala tenuissima
Licuala tenuissima är en enhjärtbladig växtart som beskrevs av Saw. Licuala tenuissima ingår i släktet Licuala och familjen Arecaceae. Inga underarter finns listade i Catalogue of Life.